# Гот, Берис
Берис Найджел Гот (англ. Berys Nigel Gaut; род. 17 февраля 1958, Гриффитстаун, Торвайн, Уэльс) — шотландский философ, президент Британского общества Эстетики c 2012 по 2018 год, член Американского общества Эстетики, профессор в Сент-Эндрюсском университете, автор многих работ в области эстетики, философии творчества и теории кино.

## Биография
Берис Гот родился в семье Десмонда и Барбары Томас Гот 17 февраля 1958 года в городе Гриффитстаун. Он получил степень бакалавра истории в Оксфордском университете (Баллиол-Колледж) в 1979 году, магистра искусств по философии в Принстонском университете в 1988 году, доктора философских наук в Принстонском университете в 1991 году. С 1990 года он является профессором философии в Сент-Эндрюсском университете, Шотландия.

## Исследования
Его исследовательские интересы лежат в сфере эстетики, в частности её отношении к этике; философии фильмов; философии творчества. Он опубликовал множество статей в этих областях. В настоящее время он работает над монографией по философии творчества, для создания которой он получил двухлетнее стипендирование. Помимо этого он также заинтересован в воспитании творческих и критических навыков мышления у детей, при помощи обучения их философии. В 2011 году он опубликовал книгу: «Философия для детей: практическое руководство» (англ. Philosophy for Young Children: A Practical Guide), которая призвана показать учителям и родителям, как помочь детям в возрасте трех лет философски мыслить.
Более того, на рубеже XX—XXI веков Берис Гот предложил новейший подход характеристики искусства — Кластерный подход, чем существенный вклад в современную теорию искусства.

### Монографии
- «Искусство, эмоции и этика» (англ. Art, Emotion and Ethics)[4].

В этой работе исследуются различные позиции, которые были заняты в дискуссии о соотношении Этики и Эстетики. Берис Гот приводит аргументы о том, что моральное добро является разновидностью красоты; что искусство может научить нас нравственности и поэтому часто имеет эстетическую ценность; и что наши эмоциональные отклики на произведения случаются (отчасти) по этическим соображениям.
- «Философия киноискусства» (англ. A Philosophy of Cinematic Art)[5]

В этой работе обсуждается статус кино как формы искусства, существует ли язык кино, реализм в кино, кинематографическое авторство, интенционалистские и конструктивистские теории интерпретации, кинематографическое повествование, роль эмоций в реакции на фильмы, возможность идентификации с персонажей и характер кинематографической среды. Берис Гот анализирует современные кинематографических средств массовой информации, традиционные фотографические фильмы, цифровое кино, а также различные интерактивные кинематографические работы, включая видеоигры.

### Ключевые работы
- «Искусство как кластерный концепт» (англ. 'Art' as a Cluster Concept)[6];

Берис Гот утверждает, что выбор только одного критерия для причисления объекта к искусству не будет достаточным, потому что каждый отдельный критерий может быть оспорен в качестве обязательного, решающего. Объект тогда становится искусством, когда он может быть описан с помощью суммы критериев (кластера).
- «Обучая для креативности» (англ. Educating for creativity)[7];

В этой работе Гот оспаривает идею о том, что креативность — это врожденная черта человека. В этой работе он описывает возможные подходы к тому, как обучить человека креативности.
- «Киноискусство и технологии» (англ. Cinematic art and technology)[8];

В своём тексте Гот подчеркивает важность изучения технологической стороны киноискусства. Он так же спорит против аргумента о том, что кино становится хуже из-за развития технологий, выражая оптимистический взгляд на развитие технологий в кино.
- «Философия для маленьких детей: практическое руководство» (англ. Philosophy for Young Children: A Practical Guide)[9];

Берис Гот в своём интервью 2013 года подчеркнул, что детям важно думать над философскими вопросами для когнитивного развития, потому что такие рассуждения сопровождаются умением аргументировать, приводить контрпримеры и т. д. Позже, в 2016, он стал соавтором книги, которая пытается представить ряд философских проблем для детей.
- «Креативность и философия» (англ. Creativity and philosophy)[11];

В этой книге Берис Гот попросил двадцать одного современного философа высказаться на тему связь философии и креативности. В предисловии он подчеркивает, что эта область философии остается мало изученной и подобная работа помогла бы исследователям увидеть и ознакомиться с очерченным рядом проблем.